# Diócesis de Volterra
La diócesis de Volterra (en latín: Dioecesis Volaterrana y en italiano: Diocesi di Volterra) es una circunscripción eclesiástica de la Iglesia católica en Italia. Se trata de una diócesis latina, sufragánea de la arquidiócesis de Pisa. Desde el 12 de enero de 2022 su obispo es Roberto Campiotti.

## Territorio y organización

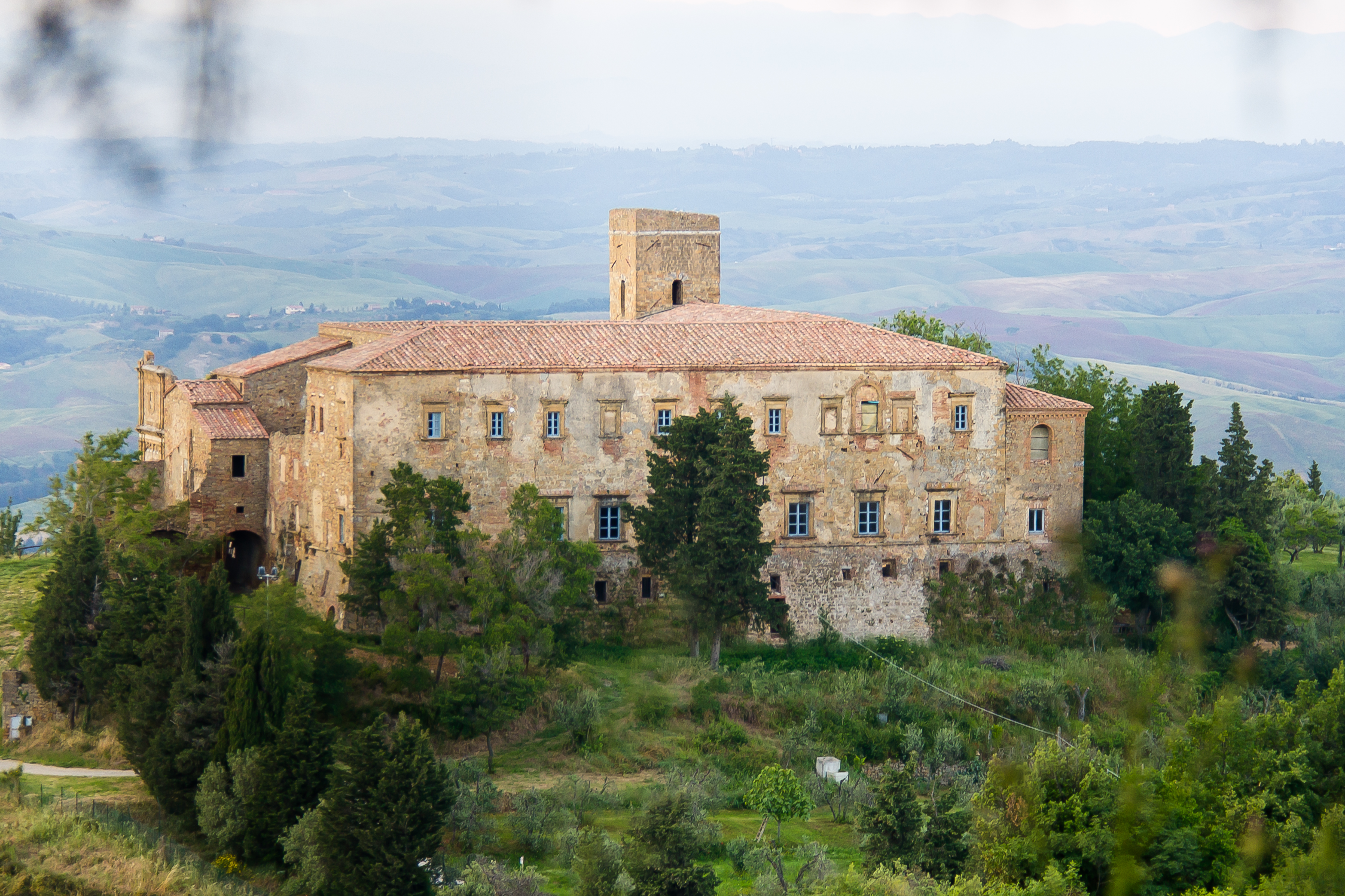
Abadía de los Santos Justo y Clemente, en Volterra, fundada en 1034 en la época del obispo Gunfredo

La diócesis tiene 1743 km² y extiende su jurisdicción sobre los fieles católicos de rito latino residentes en parte de la región de Toscana, comprendiendo:
- en la provincia de Livorno las comunas de: Bibbona y Cecina (excepto las parroquias de las fracciones de San Pietro in Palazzi y Collemezzano, que pertenecen a la arquidiócesis de Pisa);
- en la provincia de Grosseto las comunas de: Montieri (excepto la parroquia de la fracción de Boccheggiano, que pertenece a la diócesis de Grosseto), Monterotondo Marittimo (solo la parroquia de San Lorenzo Martire, el resto pertenece a la diócesis de Massa Marittima-Piombino) y Massa Marittima (solo la parroquia de Santa Maria Assunta en la fracción de Prata, el resto pertenece a la diócesis de Massa Marittima-Piombino);
- en la provincia de Siena las comunas de: Radicondoli, Casole d'Elsa (las parroquias de Santa Maria Assunta de Casole d'Elsa, de los Santi Lorenzo e Andrea en la fracción de Monteguidi, y la de San Michele Arcangelo en la fracción de Cavallano; el resto pertenece a la arquidiócesis de Siena-Colle di Val d'Elsa-Montalcino) y San Gimignano (sola la parroquia de San Giovanni Bosco en la localidad Canonica di San Gimignano; el resto pertenece a la arquidiócesis de Siena-Colle di Val d'Elsa-Montalcino);
- en la ciudad metropolitana de Florencia las comunas de: Gambassi Terme, Montaione y Castelfiorentino (solo las parroquias de Santa Maria en Castelfiorentino y las de las fracciones de Castelnuovo d'Elsa —Santa Maria Assunta—, Dogana —Santa Maria— y Coiano —San Pietro Apostolo—, el resto pertenece a la arquidiócesis de Florencia);
- en la provincia de Pisa las comunas de: Palaia (solo la parroquia de Santa Maria Assunta en la fracción de Montefoscoli; el resto pertenece a la diócesis de San Miniato), Peccioli, Terricciola (las parroquias de San Donato en Terricciola, y San Bartolomeo en la fracción de Morrona; el resto pertenece a la diócesis de San Miniato), Chianni, Lajatico, Volterra, Montecatini Val di Cecina, Montescudaio, Guardistallo, Casale Marittimo, Pomarance y Castelnuovo di Val di Cecina.

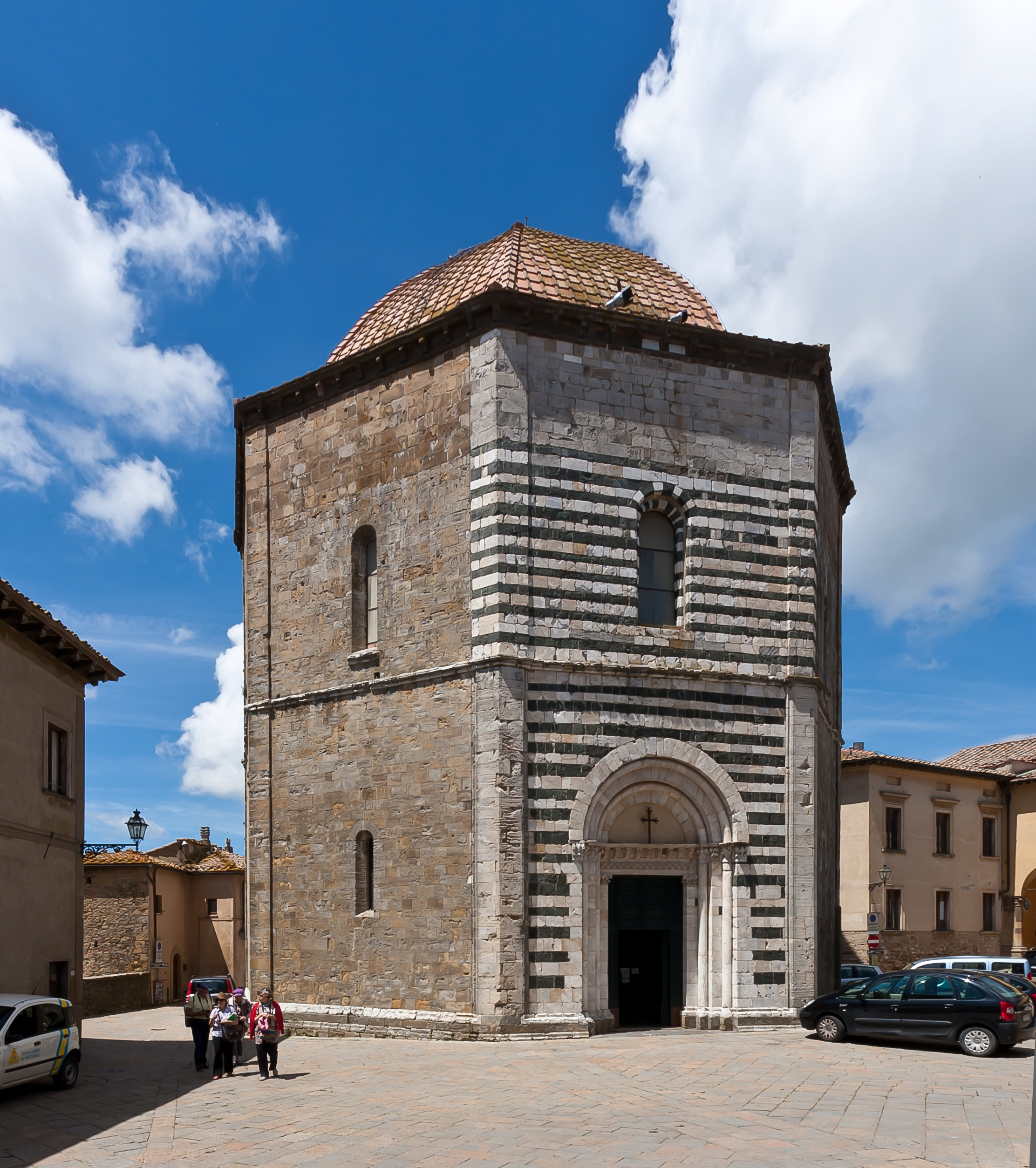
Baptisterio de San Juan, en Volterra

La sede de la diócesis se encuentra en la ciudad de Volterra, en donde se halla la Catedral basílica de Santa María Asunta. En Montignoso, fracción de Gambassi Terme, se encuentra el santuario diocesano de Nuestra Señora de Fátima.
En 2022 en la diócesis existían 83 parroquias agrupadas en 6 vicariatos:

- el vicariato de Volterra comprende las parroquias de: Basilica Cattedrale e Santi Michele, Agostino, Francesco; San Lazzaro; San Girolamo; Sant'Alessandro; San Giusto; San Cipriano; Roncolla; Mazzolla; Prato d'Era; Spicchiaiola; Sensano; Villamagna; Saline di Volterra; Montecatini Val di Cecina y Ponteginori;
- el vicariato de la Valdelsa comprende las parroquias de: Castelfiorentino (solo una parte de la ciudad), Dogana, Castelnuovo d'Elsa, Coiano, Varna, Catignano, Gambassi Terme, Pieve di Gambassi, Pillo, Badia a Cerreto, Sant'Andrea a Gavignalla, Castagno, Castelfalfi, Jano, San Vivaldo, Montaione, Sant'Antonio, Sughera, Mura, Tonda, Santo Stefano-Barbialla, Cellole di San Gimignano y Canonica di San Gimignano;
- el vicariato de la Valdera comprende las parroquias de: Terricciola, Morrona, Chianni, Rivalto, Lajatico, Orciatico, Montefoscoli, Legoli, Libbiano di Peccioli, Cedri, Ghizzano, Peccioli, Montecchio y Fabbrica di Peccioli;
- el vicariato de la Alta Valdicecina comprende las parroquias de: Casole d'Elsa, Cavallano, Monteguidi, Radicondoli, Belforte, Montieri, Gerfalco, Travale y Prata;
- el vicariato de la Bassa Valdicecina comprende las parroquias de: Guardistallo, Montescudaio, Casale Marittimo, Casaglia, La Sassa, Querceto, Miemo, Gello, Cecina Duomo, Cecina Marina, Cecina Palazzaccio, La California-Marina di Bibbona y Bibbona;
- el vicariato de la Zona Boracifera comprende las parroquias de: Monterotondo Marittimo, Castelnuovo di Val di Cecina, Montecastelli Pisano, Sasso Pisano, Leccia, San Dalmazio, Larderello, Montecerboli, Serrazzano, Lustignano, Pomarance, Micciano, Montegemoli y Libbiano di Pomarance.

## Historia
La tradición católica atribuye la evangelización de la ciudad etrusca de Volterra a san Rómulo, enviado por san Pedro, y al papa Lino, originario de Volterra y segundo obispo de Roma, además de compañero de viaje y vicario del apóstol.
Raffaello Maffei (fallecido en 1522), humanista y erudito de Volterra pero residente en Roma, transcribió parte de la tradición oral y realizó investigaciones para encontrar la casa natal de la familia de Lino, perteneciente a la gens Murria (de'Mauri). Encontrándolo en el lugar donde posteriormente surgió el convento junto a la iglesia del mismo nombre. La evangelización de Volterra y Fiesole se ha atribuido siempre a san Rómulo y a sus compañeros Carissimo, Dolcissimo y Crescenzio, en la segunda parte del siglo I.
Los primeros testimonios documentales sobre la diócesis de Volterra se remontan al siglo I/III, con el descubrimiento de lápidas funerarias paleocristianas presentes y visibles en el Museo Guarnacci, procedentes de las catacumbas de Balze.
De la segunda mitad del siglo V data un documento importante: la carta del papa Gelasio I (492) en la que el pontífice reprende al obispo de Volterra. De la carta se desprende claramente que la Iglesia de Volterra estaba bien formada y había acumulado muchos bienes. Los primeros obispos mencionados son Eumanzio y Opilione, predecesores inmediatos de Eucaristio, quizás un diácono de Volterra, quien intrigó para ocupar la silla episcopal, pero fue acusado de simonía y otros crímenes y por lo tanto condenado por el papa Gelasio. El mismo epistolario menciona al obispo Elpidio, sucesor de Eucaristio, que estuvo presente en el concilio simaquiano del 6 de noviembre de 502.
Desde la Alta Edad Media se veneraba en Volterra a los santos Giusto, Clemente y Ottaviano, probablemente eremitas locales del siglo VI; tradiciones posteriores los transformaron en africanos que habían huido de África tras las persecuciones de los vándalos. Desde el siglo XIV Giusto es venerado como obispo de Volterra. Al culto de estos santos se unió también el de las mártires Attinia y Greciniana, cuyas reliquias fueron descubiertas en 1140 en la iglesia de San Clemente en Volterra.
Hasta el siglo IX son pocos los obispos que pueden atribuirse históricamente a la sede de Volterra: Gaudenzio, mencionado en el epistolario del papa Pelagio I (556-561); Geminiano, que participó en el Concilio de Letrán de 649, y Marciano, presente en el Concilio del papa Agatón en 680, en el que se condenó la herejía monotelita; Gaudenziano, del que queda un testimonio epigráfico que se remonta a la época del rey lombardo Cuniperto (688-700); y Tommaso, cuyo nombre aparece en una bula papal del año 752.
A partir de la época franca (774), en ausencia de un verdadero centro de poder civil, los obispos asumieron un papel cada vez más importante en la vida de la ciudad, gracias también a los numerosos privilegios que les concedieron los emperadores y que aún hoy se conservan en el archivo histórico diocesano. El más antiguo de ellos es el privilegio concedido por Ludovico Pío al obispo Grippo en octubre de 821. «Entre los obispos de este período cabe mencionar a Andrés (845-853), bajo cuyo episcopado se estableció la vida común de los canónigos de la catedral, Gaugino (874-882), antiguo canciller del emperador Luis II, y Adalardo (918-929), bajo el cual se sancionó la autonomía patrimonial de los canónigos de la catedral.»
Con el obispo Guido (1042-1061) se fortaleció el poder civil de los obispos sobre la ciudad de Volterra y otros castillos de la zona; se inició así un proceso que condujo al nacimiento y afirmación del señorío episcopal, particularmente en el siglo XII. Son dignos de mención: Ruggero Gisalbertini (1103-1132), de la noble familia lombarda Gisalbertini, que hizo reconstruir la catedral, consagrada por el papa Calixto II en 1120, introdujo a los camaldulenses en la abadía de los Santos Justo y Clemente fundada en 1034 por el obispo Gunfredo, y que, nombrado arzobispo de Pisa (hacia 1122), conservó el cargo de obispo de Volterra hasta su muerte; Galgano (1150-1168), considerado, aunque sin pruebas, de la familia Pannocchieschi, durante cuyo episcopado alcanzó su apogeo el poder temporal de los obispos de Volterra, y que fue asesinado por su oposición a los primeros intentos de autonomía municipal; Ugo Saladini (1171-1184), venerado como santo, tenaz defensor de los derechos de la Iglesia y fundador de un colegio para clérigos. El poder temporal de los obispos entró en crisis a principios del siglo XIII, durante los episcopados de Ildebrando (1185-1211) y Pagano (1212-1239), ambos de la familia Pannocchieschi, que lucharon en vano contra la comuna para mantener sus privilegios y su poder sobre la ciudad.
La primera fundación monástica en el territorio de la diócesis se remonta al siglo XI, con el monasterio benedictino de los Santos Justo y Clemente, fundado en 1034 y posteriormente pasado a los camaldulenses. En 1201 llegaron a la diócesis los cistercienses, y en 1339 los olivetanos; Los franciscanos están atestiguados desde 1238, las clarisas desde 1244 y los agustinos desde 1279.
Las actas de un sínodo celebrado por el obispo Filippo Belforti en 1356 informan que en esa época la diócesis estaba dividida en 6 "sextos", término antiguo para indicar los vicariatos diocesanos, es decir, la ciudad de Volterra, el Val d'Elsa, el Val d'Era, los Valles de Cecina y Marina, el Val di Strove y el Sesto della Montagna, para un total de 480 iglesias, 51 iglesias parroquiales y 29 monasterios.
Este territorio diocesano permaneció sustancialmente inalterado hasta finales del siglo XVI. De hecho, en 1592 Volterra cedió una parte de su territorio con el fin de erigir la diócesis de Colle di Val d'Elsa, a la que se anexaron las pieves de Balli, Molli, Pernina, Mensano, Scola, Castello y Conèo, con sus respectivas parroquias. Además, desde 1462 la pieve de San Gimignano había recibido de los pontífices amplios privilegios y exenciones de la jurisdicción de los obispos de Volterra. Los repetidos conflictos entre obispos y prebostes de San Gimignano fueron resueltos por el papa Pío VI quien, mediante la bula Dum nos singuli del 18 de septiembre de 1782, decidió separar la prepositura de San Gimignano, con sus parroquias y pieves, de la diócesis de Volterra y anexarlo a la de Colle di Val d'Elsa.
Los primeros intentos de fundar un seminario episcopal fueron realizados por Guido Serguidi (1574-1598), organizados luego con mayor éxito por Niccolò Sacchetti en 1640. Con la marcha de los olivetanos, su monasterio de Sant'Andrea en Porta Marcali fue adaptado a finales del siglo XVIII como nueva sede del seminario.
En el siglo XVIII Giuseppe Dumesnil, mal recibido por la población y enfermo mental, fue confinado en el Castillo de Sant'Angelo de Roma hasta su muerte, mientras que la sede episcopal fue confiada a los obispos coadjutores Filippo Nicola Cecina, titular de Zenópolis, fallecido antes que Dumesnil, y Alessandro Galletti, titular de Solos, que le sucedió en la cátedra volterrana en 1781.
El 22 de agosto de 1855, mediante la bula Vel ab antiquis del papa Pío IX, la diócesis, hasta entonces inmediatamente sujeta a la Santa Sede, pasó a ser sufragánea de la arquidiócesis de Pisa. Para compensar la pérdida de la autonomía eclesiástica, el 1 de agosto de 1856, mediante la bula Ubi primum placuit, el mismo papa concedió a los obispos de Volterra el privilegio de llevar el palio.
El 27 de julio de 1954 la diócesis cedió una parte de su territorio a la arquidiócesis de Siena, incluidos los territorios de las comunas de Chiusdino y Monticiano.
El 23 de septiembre de 1989 Vasco Giuseppe Bertelli acogió la visita pastoral del papa Juan Pablo II a la diócesis.

## Estadísticas
Según el Anuario Pontificio 2023 la diócesis tenía a fines de 2022 un total de 82 600 fieles bautizados.
| Año                                                                             | Población            | Población | Población      | Sacerdotes | Sacerdotes    | Sacerdotes    | Bautizados por sacerdote | Diáconos permanentes | Religiosos | Religiosos | Parroquias |
| Año                                                                             | Bautizados católicos | Total     | % de católicos | Total      | Clero secular | Clero regular | Bautizados por sacerdote | Diáconos permanentes | Varones    | Mujeres    | Parroquias |
| ------------------------------------------------------------------------------- | -------------------- | --------- | -------------- | ---------- | ------------- | ------------- | ------------------------ | -------------------- | ---------- | ---------- | ---------- |
| 1950                                                                            | 113 558              | 113 558   | 100.0          | 162        | 142           | 20            | 700                      |                      | 26         | 232        | 112        |
| 1970                                                                            | 86 945               | 86 945    | 100.0          | 112        | 103           | 9             | 776                      |                      | 9          | 245        | 107        |
| 1980                                                                            | 83 300               | 83 800    | 99.4           | 92         | 84            | 8             | 905                      |                      | 8          | 102        | 107        |
| 1990                                                                            | 80 726               | 81 231    | 99.4           | 82         | 71            | 11            | 984                      |                      | 11         | 144        | 94         |
| 1999                                                                            | 79 700               | 79 850    | 99.8           | 80         | 68            | 12            | 996                      |                      | 15         | 101        | 92         |
| 2000                                                                            | 78 550               | 78 700    | 99.8           | 80         | 68            | 12            | 981                      |                      | 15         | 96         | 92         |
| 2001                                                                            | 78 250               | 79 100    | 98.9           | 76         | 65            | 11            | 1029                     |                      | 14         | 91         | 92         |
| 2002                                                                            | 81 000               | 81 850    | 99.0           | 71         | 59            | 12            | 1140                     |                      | 15         | 91         | 92         |
| 2003                                                                            | 80 350               | 82 050    | 97.9           | 67         | 56            | 11            | 1199                     |                      | 13         | 93         | 92         |
| 2004                                                                            | 81 050               | 82 500    | 98.2           | 64         | 51            | 13            | 1266                     |                      | 15         | 109        | 92         |
| 2010                                                                            | 80 114               | 81 854    | 97.9           | 66         | 55            | 11            | 1213                     | 1                    | 14         | 96         | 88         |
| 2014                                                                            | 82 105               | 87 305    | 94.0           | 56         | 47            | 9             | 1466                     | 1                    | 12         | 113        | 88         |
| 2017                                                                            | 89 241               | 94 098    | 94.8           | 52         | 44            | 8             | 1716                     | 3                    | 11         | 122        | 88         |
| 2020                                                                            | 89 301               | 94 533    | 94.5           | 52         | 43            | 9             | 1717                     | 3                    | 12         | 135        | 88         |
| 2022                                                                            | 82 600               | 85 984    | 96.1           | 54         | 45            | 9             | 1529                     | 3                    | 12         | 136        | 83         |
| Fuente: Catholic-Hierarchy, que a su vez toma los datos del Anuario Pontificio. |                      |           |                |            |               |               |                          |                      |            |            |            |

## Episcopologio
- Eumanzio † (segunda mitad del siglo V)[13]
- Opilione † (segunda mitad del siglo V)[14]
  - Eucaristio † (circa 492/496 depuesto) (intruso)[15]
- Elpidio † (circa 492/496-después de 502)[16]
- Gaudenzio † (antes de 556/557-después de 558/559)[17]
- Leone? † (mencionado en 566)[nota 1]
- Geminiano † (mencionado en 649)
- Marciano † (mencionado en 680)[nota 2]
- Gaudenziano † (en la época del rey Cuniperto 688-700)[nota 3]
- Tommaso † (mencionado en 752)[nota 4]
- Andrea I? † (mencionado en 820)[nota 5]
- Grippo † (mencionado en 821)[4]
- Pietro I † (antes de 826-después de junio de 844)
- Andrea II † (antes de diciembre de 845-después de 853)
- Gaugino † (antes de 874-después de 882)
- Pietro II † (antes de 886[18]-después de 887[19])
- Alboino † (antes de 904-después de 908)[20]
- Adelardo † (antes de 918-después de 929)[21]
- Bosone † (antes de 943/944-después de 959)[22]
- Pietro III † (antes de 966-después de 991)[22]
- Benedetto † (antes de mayo de 997-después de noviembre de 1015)[23]
- Gunfredo † (antes de abril de 1017[23]-26 de agosto de 1039[22] falleció)
- Guido † (antes de 1042-después de 1061)[22]
- Ermanno † (antes de octubre de 1064-antes del 16 de septiembre de 1077 falleció)[nota 6]
- Pietro V † (antes de septiembre de 1080-después de julio de 1099 falleció)[22]
- Ruggero Gisalbertini † (antes de mayo de 1103-entre marzo de 1131 y marzo de 1032 falleció)[nota 7]
- Crescenzio Marchesi † (antes de agosto de 1133[24]-13 de agosto de 1136 falleció)
- Odimario (Aldemaro) † (antes de noviembre de 1137[25]-después de octubre de 1146[26] falleció)
- Galgano I † (antes de agosto de 1150-después de septiembre de 1168 falleció)[26]
- San Ugo Saladini † (antes de diciembre de 1171[26]-8 de septiembre de 1184 falleció)
- Ildebrando Pannocchieschi † (antes de enero de 1185-después del 10 de diciembre de 1211 falleció)[27]
- Pagano Pannocchieschi † (antes del 23 de diciembre de 1212[28]-después del 27 de agosto de 1239 falleció)[nota 8]
- Galgano II, O.Cist. † (1244-1251 falleció)
  - Ranieri I Ubertini † (1 de abril de 1251-1261 renunció) (obispo electo)[nota 9]
- Alberto Scolari † (21 de enero de 1261-mitad de marzo de 1269 falleció)[29]
- Ranieri II Ubertini † (28 de mayo de 1273-después del 2 de diciembre de 1300[28] falleció)
- Ranieri Belforti † (22 de diciembre de 1301-26 de noviembre de 1320 falleció)[30]
- Rainuccio Allegretti † (9 de febrero de 1320-1348 falleció)
- Filippo Belforti † (10 de julio de 1348-20 de agosto de 1358 falleció)
- Almerico Cathy † (3 de octubre de 1358-18 de agosto de 1361 nombrado obispo de Bolonia)
- Pietro Corsini † (18 de marzo de 1362-1 de septiembre de 1363 nombrado obispo de Florencia)
- Andrea Codoni o di San Girolamo † (11 de diciembre de 1363-19 de diciembre de 1373 nombrado obispo de Tricarico)
- Lucio da Cagli † (9 de enero de 1374-1375 falleció)
- Simone Pagani † (14 de marzo de 1375-1384 nombrado obispo de Forlì)
- Onofrio Visdomini, O.E.S.A. † (28 de marzo de 1384-15 de mayo de 1390 nombrado obispo de Florencia)
- Antonio Cipolloni, O.P. † (11 de febrero de 1390-24 de mayo de 1396 nombrado obispo titular de Egina)
- Giovanni Ricci † (24 de mayo de 1396-después del 8 de febrero de 1398 falleció)
- Lodovico degli Aliotti † (1 de junio de 1398-6 de abril de 1411 falleció)
- Jacopo Spini † (15 de abril de 1411-2 de agosto de 1411 falleció)
- Stefano del Buono † (27 de agosto de 1411-10 de septiembre de 1435 falleció)
- Roberto Adimari † (24 de octubre de 1435-1439 renunció)
- Roberto Cavalcanti † (27 de abril de 1440-25 de febrero de 1450 falleció)
- Giovanni Neroni Diotisalvi † (27 de febrero de 1450-22 de marzo de 1462 nombrado arzobispo de Florencia)
- Ugolino Giugni † (22 de marzo de 1462-25 de abril de 1470 falleció)
- Antonio degli Agli † (30 de abril de 1470-1477 falleció)
- Francesco Soderini † (11 de marzo de 1478-23 de mayo de 1509 renunció)
- Giuliano Soderini † (23 de mayo de 1509-12 de junio de 1514 nombrado obispo de Saintes)
- Francesco della Rovere † (12 de junio de 1514-12 de enero de 1530 nombrado arzobispo de Benevento)
  - Giovanni Salviati † (20 de julio de 1530-15 de noviembre de 1531 renunció) (administrador apostólico)
- Giovanni Matteo Sirtori † (15 de noviembre de 1531-1545 falleció)
- Benedetto Nerli † (22 de junio de 1545-1565 falleció)
- Alessandro Strozzi † (3 de abril de 1566-4 de abril de 1568 falleció)
- Ludovico Antinori † (2 de agosto de 1568-15 de enero de 1574 nombrado obispo de Pistoya)
- Marco Saracini † (15 de enero de 1574-21 de septiembre de 1574 falleció)
- Guido Serguidi † (8 de octubre de 1574-1 de mayo de 1598 falleció)
- Luca Alemanni † (7 de agosto de 1598-junio de 1617 renunció)
- Bernardo Inghirami † (12 de junio de 1617-5 de junio de 1633 falleció)
- Niccolò Sacchetti † (25 de septiembre de 1634-8 de junio de 1650 falleció)
- Giovanni Gerini † (19 de septiembre de 1650-22 de septiembre de 1653 nombrado obispo de Pistoya)
- Orazio degli Albizzi † (5 de julio de 1655-30 de enero de 1676 falleció)
- Carlo Filippo Sfondrati, B. † (12 de julio de 1677-11 de mayo de 1680 falleció)
- Ottavio Del Rosso † (14 de abril de 1681-31 de diciembre de 1714 falleció)
- Lodovico Maria Pandolfini † (13 de enero de 1716-18 de mayo de 1746 falleció)
- Giuseppe Dumesnil † (6 de mayo de 1748-antes del 24 de marzo de 1781 falleció)
- Alessandro Galletti † (antes del 24 de marzo de 1781 por sucesión-2 de junio de 1782 falleció)
- Luigi Buonamici † (23 de septiembre de 1782-2 de mayo de 1791 falleció)
- Ranieri Alliata † (19 de diciembre de 1791-6 de octubre de 1806 nombrado arzobispo de Pisa)
- Giuseppe Gaetano Incontri † (6 de octubre de 1806-15 de abril de 1848 falleció)
  - Sede vacante (1848-1851)
- Ferdinando Baldanzi † (10 de abril de 1851-28 de septiembre de 1855 nombrado arzobispo de Siena)
- Giuseppe Targioni † (3 de agosto de 1857-17 de abril de 1873 falleció)
- Ferdinando Capponi † (25 de julio de 1873-18 de noviembre de 1881 nombrado arzobispo coadjutor de Pisa[nota 10])
- Giuseppe Gelli † (27 de marzo de 1882-2 de marzo de 1909 falleció)
- Emanuele Mignone † (29 de abril de 1909-18 de diciembre de 1919 nombrado obispo de Arezzo)
- Raffaele Carlo Rossi, O.C.D. † (22 de abril de 1920-20 de diciembre de 1923 renunció[nota 11])
- Dante Maria Munerati, S.D.B. † (20 de diciembre de 1923-20 de octubre de 1942 falleció)
- Antonio Bagnoli † (17 de agosto de 1943-8 de abril de 1954 nombrado obispo de Fiesole)
- Mario Jsmaele Castellano, O.P. † (24 de agosto de 1954-3 de agosto de 1956 nombrado asistente general de la Acción Católica Italiana[nota 12])
- Marino Bergonzini † (12 de enero de 1957-5 de junio de 1970 nombrado obispo de Modigliana y obispo coadjutor de Faenza)
  - Sede vacante (1970-1975)
- Roberto Carniello † (7 de octubre de 1975-5 de marzo de 1985 renunció)[nota 13]
- Vasco Giuseppe Bertelli † (25 de mayo de 1985-18 de marzo de 2000 retirado)
- Mansueto Bianchi † (18 de marzo de 2000-4 de noviembre de 2006 nombrado obispo de Pistoya)
- Alberto Silvani (8 de mayo de 2007-12 de enero de 2022 retirado)
- Roberto Campiotti, desde el 12 de enero de 2022